# Мацков, Владислав Игоревич
Владислав Игоревич Мацков (род. 26 июня 1988) — российский самбист и дзюдоист, призёр чемпионатов России по самбо, призёр этапа Кубка Европы по дзюдо, мастер спорта России. Мастер спорта России международного класса по спортивному самбо.

## Спортивные результаты
- Молодёжный турнир по дзюдо класса А 2005 года (Санкт-Петербург) — ;
- Молодёжный турнир по дзюдо класса А 2007 года (Санкт-Петербург) — ;
- Этап Кубка Европы по дзюдо 2009 года (Оренбург) — ;
- Чемпионат России по самбо 2009 года — ;
- Чемпионат России по самбо 2011 года — ;